# الخاندرو سالازار
الخاندرو سالازار (انگلیسی: Alejandro Salazar؛ زادهٔ ۱۸ فوریهٔ ۱۹۸۴) بازیکن فوتبال اهل ایالات متحده آمریکا است.
از باشگاه‌هایی که در آن بازی کرده‌است می‌توان به باشگاه فوتبال سیدنی اشاره کرد.